# Kutep
Le kutep (ou ati, « jompre » (péj.), kuteb, kutev, mbarike, zumper) est une langue jukunoïde du groupe Yukuben, parlée principalement au Nigeria dans l'État de Taraba, également de l'autre côté de la frontière au Cameroun, dans la région du Nord-Ouest, le département du Menchum, l'arrondissement de Furu-Awa, les villages de Badji et Lubu.
En 2000, le nombre de locuteurs était estimé à 46 000.